# Herminie Vaneukem
Herminie Vaneukem (* 1895 oder 1896 in der Provinz Hennegau; † nach 1916) war eine belgische Spionin und Schneiderin. Vaneukem war während des Ersten Weltkriegs für den britischen Geheimdienst tätig. Der Nachname wird in den Quellen auch mit Vaneuken, Waneukem oder Waneuken angegeben.

## Leben
Vaneukem war Tochter eines in Masnuy-Saint-Jean tätigen Schrankenwächters. Sie arbeitete als Schneiderin in Brüssel und gehörte zum belgischen Spionagenetzwerk „Carlo-Louis“, das die Bewegungen im Eisenbahnverkehr an die Alliierten weitergab. Vaneukem war für das Netzwerk als Kurier tätig und trug den Decknamen „Rosette“. Im Februar 1916 flog das Netzwerk auf.

## Prozess
Der Prozess fand am 29. Februar und am 1. März 1916 als erstes Verfahren dieses Umfangs im Konzertsaal des Theaters Mons  gegen 39 Angeklagte (davon drei Frauen) statt.
Für Vaneukem waren zwei Todesurteile und ersatzweise zehn Jahre Haft beantragt worden. Tatsächlich wurde Vaneukem zunächst zum Tode verurteilt. Ihre Strafe wurde aber nach einem vom Gericht selbst eingereichten Gnadengesuch in 15 Jahre Zwangsarbeit abgemildert. Von den 17 geforderten Todesurteilen wurden neun ausgesprochen und sieben Urteile am Morgen des 2. März 1916 vollstreckt.
Für die Begnadigung werden mehrere Gründe aufgeführt: Dazu gehört das emotionale Plädoyer ihres Verteidigers Thomas Braun, das auch auf das jugendliche Alter Vaneukems anspielte, die Anwesenheit von Vertretern des deutschen Militärs im Gerichtssaal sowie nicht zuletzt das starke negative internationale Echo auf die Exekution von Edith Cavell. Das nur wenig später ausgesprochene Todesurteil gegen Gabrielle Petit wurde dagegen vollstreckt.
Wie sich erst später herausstellte, handelte es sich beim ebenfalls begnadigten Adolphe Lampert um die Person, die das Netzwerk verraten hatte. Lampert wurde nach Kriegsende zu zwanzig Jahren Haft verurteilt.
Über das weitere Leben Vaneukems sind keine Angaben bekannt.